# Hopman Cup 2009
Der Hopman Cup 2009 (offiziell Hyundai Hopman Cup 2009) war die 21. Ausgabe des Tennisturniers im australischen Perth. Er wurde vom 3. Januar 2009 bis zum 9. Januar 2009 ausgetragen.
Nach den Siegen in den Jahren 1998 und 2005 war der Gewinn des Hopman Cups 2009 für die Slowakei bereits der dritte Triumph beim Hopman Cup. Im Finale gewann das an Position sieben gesetzte Team in Person von Dominika Cibulková und Dominik Hrbatý mit 2:0 gegen das an zwei gesetzte Geschwisterteam (Dinara Safina und Marat Safin) aus Russland. Nach der 2:0-Führung nach den Einzeln entschied man sich das anschließend bedeutungslose Mixed nicht mehr auszutragen.

## Teilnehmer und Gruppeneinteilung
| Nation                 | Teilnehmer                            |
| ---------------------- | ------------------------------------- |
| (1) Vereinigte Staaten | Meghann Shaughnessy und James Blake   |
| (4) Australien         | Casey Dellacqua und Lleyton Hewitt    |
| (6) Deutschland        | Sabine Lisicki und Nicolas Kiefer     |
| (7) Slowakei           | Dominika Cibulková und Dominik Hrbatý |

| Nation                | Teilnehmer                         |
| --------------------- | ---------------------------------- |
| (2) Russland          | Dinara Safina und Marat Safin      |
| (3) Frankreich        | Alizé Cornet und Gilles Simon      |
| (5) Italien           | Flavia Pennetta und Simone Bolelli |
| (8) Chinesisch Taipeh | Hsieh Su-wei und Lu Yen-hsun       |

## Spielplan
| Abschnitt | Datum          | Team 1      | Team 2            | Ergebnis |
| --------- | -------------- | ----------- | ----------------- | -------- |
| Vorrunde  | 3. Januar 2009 | Frankreich  | Chinesisch Taipeh | 3:0      |
| Vorrunde  | 4. Januar 2009 | Russland    | Italien           | 2:1      |
| Vorrunde  | 5. Januar 2009 | Australien  | Deutschland       | 1:2      |
| Vorrunde  | 5. Januar 2009 | USA         | Slowakei          | 0:3      |
| Vorrunde  | 6. Januar 2009 | Frankreich  | Italien           | 1:2      |
| Vorrunde  | 6. Januar 2009 | Australien  | Slowakei          | 1:2      |
| Vorrunde  | 7. Januar 2009 | USA         | Deutschland       | 1:2      |
| Vorrunde  | 7. Januar 2009 | Russland    | Chinesisch Taipeh | 2:1      |
| Vorrunde  | 8. Januar 2009 | USA         | Australien        | 2:1      |
| Vorrunde  | 8. Januar 2009 | Deutschland | Slowakei          | 0:3      |
| Vorrunde  | 8. Januar 2009 | Russland    | Frankreich        | 2:1      |
| Vorrunde  | 8. Januar 2009 | Italien     | Chinesisch Taipeh | 3:0      |
| Finale    | 9. Januar 2009 | Slowakei    | Russland          | 2:0      |

## Ergebnisse
| Datum          | Team 1      | Team 2            | Ergebnis | Spiel        | Spieler 1           | Spieler 2          | Resultat                  |
| -------------- | ----------- | ----------------- | -------- | ------------ | ------------------- | ------------------ | ------------------------- |
| 3. Januar 2009 | Frankreich  | Chinesisch Taipeh | 3:0      | Dameneinzel  | Alizé Cornet        | Hsieh Su-wei       | 6:4, 6:4                  |
| 3. Januar 2009 | Frankreich  | Chinesisch Taipeh | 3:0      | Herreneinzel | Gilles Simon        | Lu Yen-hsun        | 6:3, 7:6 (8:6)            |
| 3. Januar 2009 | Frankreich  | Chinesisch Taipeh | 3:0      | Mixed        | Cornet, Simon       | Hsieh, Lu          | 6:4, 7:6 (11:9)           |
| 4. Januar 2009 | Russland    | Italien           | 2:1      | Dameneinzel  | Dinara Safina       | Flavia Pennetta    | 7:5, 6:3                  |
| 4. Januar 2009 | Russland    | Italien           | 2:1      | Herreneinzel | Marat Safin         | Simone Bolelli     | 7:6 (7:5), 6:4            |
| 4. Januar 2009 | Russland    | Italien           | 2:1      | Mixed        | Safina, Safin       | Pennetta, Bolelli  | 7:5, 4:6, 2:10            |
| 5. Januar 2009 | Australien  | Deutschland       | 1:2      | Dameneinzel  | Casey Dellacqua     | Sabine Lisicki     | 6:4, 2:6, 5:7             |
| 5. Januar 2009 | Australien  | Deutschland       | 1:2      | Herreneinzel | Lleyton Hewitt      | Nicolas Kiefer     | 6:7 (6:8), 6:3, 6:2       |
| 5. Januar 2009 | Australien  | Deutschland       | 1:2      | Mixed        | Dellacqua, Hewitt   | Lisicki, Kiefer    | 7:6 (7:2), 3:6, 5:10      |
| 5. Januar 2009 | USA         | Slowakei          | 0:3      | Dameneinzel  | Meghann Shaughnessy | Dominika Cibulková | 2:6, 2:6                  |
| 5. Januar 2009 | USA         | Slowakei          | 0:3      | Herreneinzel | James Blake         | Dominik Hrbatý     | 3:6, 6:4, 6:7 (1:7)       |
| 5. Januar 2009 | USA         | Slowakei          | 0:3      | Mixed        | Shaughnessy, Blake  | Cibulková, Hrbatý  | 4:6, 6:7 (4:7)            |
| 6. Januar 2009 | Frankreich  | Italien           | 1:2      | Dameneinzel  | Alizé Cornet        | Flavia Pennetta    | 7:5, 6:2                  |
| 6. Januar 2009 | Frankreich  | Italien           | 1:2      | Herreneinzel | Gilles Simon        | Simone Bolelli     | 3:6, 3:6                  |
| 6. Januar 2009 | Frankreich  | Italien           | 1:2      | Mixed        | Cornet, Simon       | Pennetta, Bolelli  | 4:6, 6:7 (2:7)            |
| 6. Januar 2009 | Australien  | Slowakei          | 1:2      | Dameneinzel  | Casey Dellacqua     | Dominika Cibulková | 5:7, 2:6                  |
| 6. Januar 2009 | Australien  | Slowakei          | 1:2      | Herreneinzel | Lleyton Hewitt      | Dominik Hrbatý     | 7:6 (7:4), 6:7 (1:7), 6:4 |
| 6. Januar 2009 | Australien  | Slowakei          | 1:2      | Mixed        | Dellacqua, Hewitt   | Cibulková, Hrbatý  | 7:6 (7:5), 3:6, 4:10      |
| 7. Januar 2009 | USA         | Deutschland       | 1:2      | Dameneinzel  | Meghann Shaughnessy | Sabine Lisicki     | 6:4, 0:6, 4:6             |
| 7. Januar 2009 | USA         | Deutschland       | 1:2      | Herreneinzel | James Blake         | Nicolas Kiefer     | 7:6 (7:3), 6:7 (7:9), 6:4 |
| 7. Januar 2009 | USA         | Deutschland       | 1:2      | Mixed        | Shaughnessy, Blake  | Lisicki, Kiefer    | 3:6, 6:3, 7:10            |
| 7. Januar 2009 | Russland    | Chinesisch Taipeh | 2:1      | Dameneinzel  | Dinara Safina       | Hsieh Su-wei       | 4:6, 6:2, 7:5             |
| 7. Januar 2009 | Russland    | Chinesisch Taipeh | 2:1      | Herreneinzel | Marat Safin         | Lu Yen-hsun        | 7:6 (8:6), 7:5            |
| 7. Januar 2009 | Russland    | Chinesisch Taipeh | 2:1      | Mixed        | Safina, Safin       | Hsieh, Lu          | 6:4, 3:6, 8:10            |
| 8. Januar 2009 | USA         | Australien        | 2:1      | Dameneinzel  | Meghann Shaughnessy | Casey Dellacqua    | 4:6, 3:6                  |
| 8. Januar 2009 | USA         | Australien        | 2:1      | Herreneinzel | James Blake         | Lleyton Hewitt     | 6:2, 6:2                  |
| 8. Januar 2009 | USA         | Australien        | 2:1      | Mixed        | Shaughnessy, Blake  | Dellacqua, Hewitt  | 6:3, 5:7, 10:6            |
| 8. Januar 2009 | Deutschland | Slowakei          | 0:3      | Dameneinzel  | Sabine Lisicki      | Dominika Cibulková | 6:7 (3:7), 4:6            |
| 8. Januar 2009 | Deutschland | Slowakei          | 0:3      | Herreneinzel | Nicolas Kiefer      | Dominik Hrbatý     | 3:1 Aufgabe Kiefer        |
| 8. Januar 2009 | Deutschland | Slowakei          | 0:3      | Mixed        | Lisicki, Kiefer     | Cibulková, Hrbatý  | Aufgabe Kiefer/Lisicki    |
| 8. Januar 2009 | Russland    | Frankreich        | 2:1      | Dameneinzel  | Dinara Safina       | Alizé Cornet       | 6:3, 6:2                  |
| 8. Januar 2009 | Russland    | Frankreich        | 2:1      | Herreneinzel | Marat Safin         | Gilles Simon       | 6:7 (5:7), 3:6            |
| 8. Januar 2009 | Russland    | Frankreich        | 2:1      | Mixed        | Safina, Safin       | Cornet, Simon      | 6:4, 6:3                  |
| 8. Januar 2009 | Italien     | Chinesisch Taipeh | 3:0      | Dameneinzel  | Flavia Pennetta     | Hsieh Su-wei       | 7:5, 6:3                  |
| 8. Januar 2009 | Italien     | Chinesisch Taipeh | 3:0      | Herreneinzel | Simone Bolelli      | Lu Yen-hsun        | Aufgabe Lu                |
| 8. Januar 2009 | Italien     | Chinesisch Taipeh | 3:0      | Mixed        | Pennetta, Bolelli   | Hsieh, Lu          | Aufgabe Hsieh/Lu          |
| 9. Januar 2009 | Slowakei    | Russland          | 2:0      | Dameneinzel  | Dominika Cibulková  | Dinara Safina      | 6:7 (3:7), 6:1, 6:4       |
| 9. Januar 2009 | Slowakei    | Russland          | 2:0      | Herreneinzel | Dominik Hrbatý      | Marat Safin        | 6:7 (5:7), 7:5, 7:6 (7:3) |
| 9. Januar 2009 | Slowakei    | Russland          | 2:0      | Mixed        | Cibulková, Hrbatý   | Safina, Safin      | nicht ausgetragen         |